# Håslövs socken
Håslövs socken i Skåne ingick i Skytts härad och är sedan 1974 en del av Vellinge kommun inom kommundelen Räng och från 2016 inom Rängs distrikt.
Socknens areal är 11,19 kvadratkilometer varav 11,17 land.  År 1991 fanns här 251 invånare.  Orten Norra Håslöv samt kyrkbyn Södra Håslöv med sockenkyrkan Håslövs kyrka ligger i socknen. 

## Administrativ historik
Socknen har medeltida ursprung. 
Vid kommunreformen 1862 övergick socknens ansvar för de kyrkliga frågorna till Håslövs församling och för de borgerliga frågorna bildades Håslövs landskommun. Landskommunen uppgick 1952 i Rängs landskommun som uppgick 1974 i Vellinge kommun. Församlingen uppgick 1998 i Rängs församling som 2002 uppgick i Höllvikens församling.
1 januari 2016 inrättades distriktet Räng, med samma omfattning som Rängs församling hade 1999/2000 och fick 1998, och vari detta sockenområde ingår.
Socknen har tillhört län, fögderier, tingslag och domsagor enligt vad som beskrivs i artikeln Skytts härad. De indelta soldaterna tillhörde Södra skånska infanteriregementet, Skytts kompani och Skånska dragonregementet, Malmö skvadron.

## Geografi
Håslövs socken ligger söder om Malmö och nordväst om Trelleborg. Socknen är en odlad slättbygd på Söderslätt.

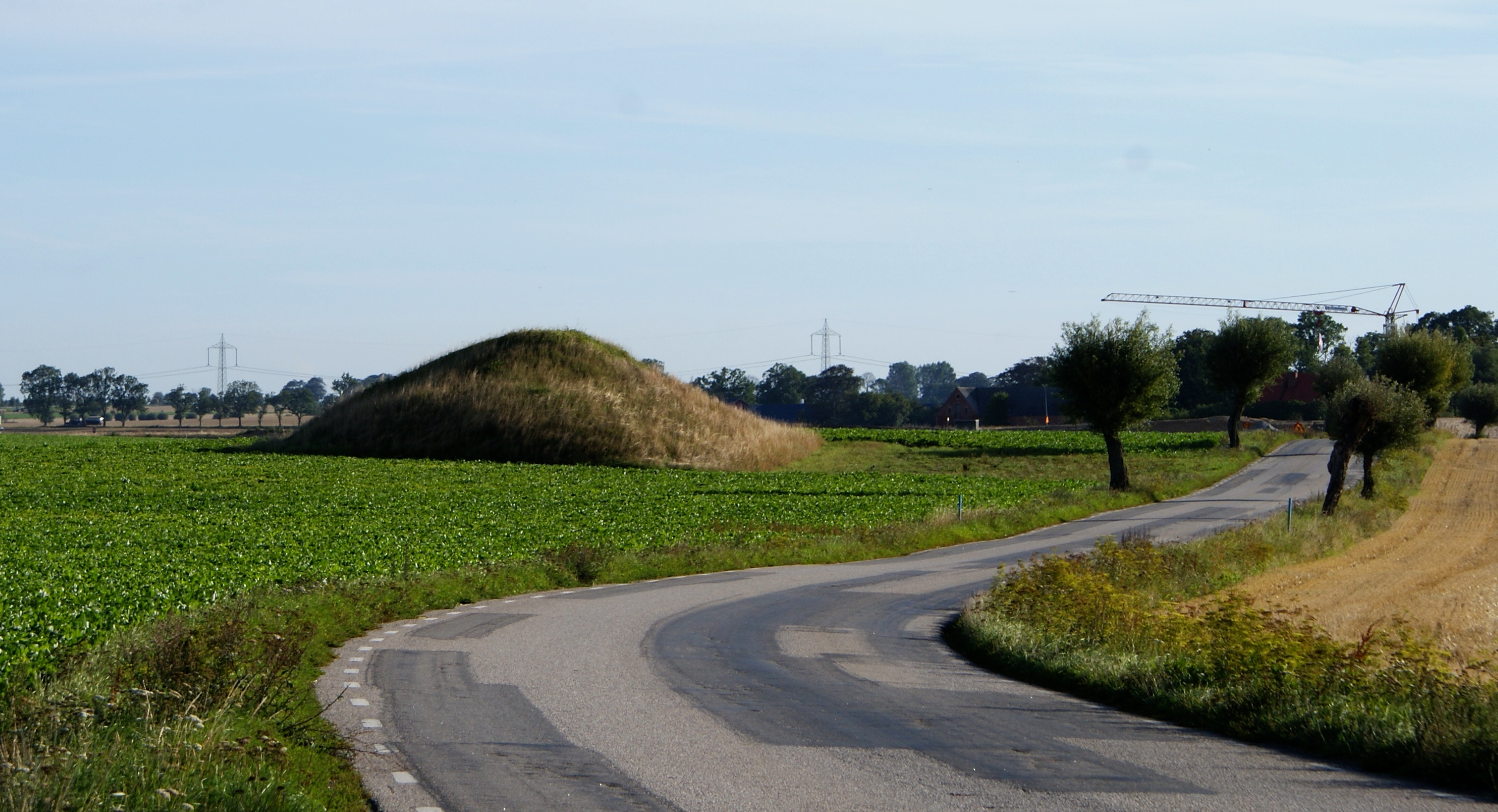
Hanehög, gravhög från bronsåldern

## Fornlämningar
ett tiotal boplatser, lösfynd, två dösar och en gånggrift från stenåldern är funna. Från bronsåldern finns två större gravhög, en är Hanehög. 

## Namnet
Namnet skrevs 1409 Haslöf och kommer från kyrkbyn. Efterleden är löv, 'arvegods'. Förleden kan innehålla hås, 'hes' här i betydelsen 'torr, förtorkad, skrovlig' syftande på markens eller vegetationens beskaffenhet..
Före 18 juni 1920 skrevs namnet även Hårslövs socken.